# پیتر بنرز
پیتر رومن بُنرز (انگلیسی: Peter Roman Bonerz؛ زادهٔ ۶ اوت ۱۹۳۸) کارگردان و بازیگر اهل ایالات متحده آمریکا است.
وی یکی از برندگانِ جایزه انجمن کارگردانان آمریکا است.

## گزیدهٔ آثار
از فیلم‌ها یا برنامه‌های تلویزیونی که وی در آن نقش داشته‌است می‌توان به آثار زیر اشاره کرد.

### سینمایی
- مرد روی ماه (۱۹۹۹)
- دانشکده پلیس ۶ (۱۹۸۹)
- پلیس (۱۹۷۲)
- جنیفر در ذهن من (۱۹۷۱)
- کچ-۲۲ (۱۹۷۰)
- رسانه‌ها احساس ندارند (۱۹۶۹)

### تلویزیونی
- پارک‌ها و تفریحات (۲۰۱۴)
- مزخرفاتی که پدرم می‌گوید (۲۰۱۱)
- دوستان (۱۹۹۸–۱۹۹۴)